# Donald McDougall
Donald McDougall (1890-1976) fue un deportista estadounidense que compitió en ciclismo en la modalidad de pista. Ganó una medalla de oro en el Campeonato Mundial de Ciclismo en Pista de 1912, en la prueba de velocidad individual.

## Medallero internacional
| Campeonato Mundial | Campeonato Mundial      | Campeonato Mundial | Campeonato Mundial       |
| Año                | Lugar                   | Medalla            | Competición              |
| ------------------ | ----------------------- | ------------------ | ------------------------ |
| 1912               | Newark (Estados Unidos) | Medalla de oro     | Velocidad individual (A) |